# Seksueel overdraagbare aandoening
Een geslachtsziekte of venerische ziekte is een besmettelijke ziekte die men doorgaans alleen kan krijgen als men in contact komt met iemand die de geslachtsziekte al heeft. In tegenstelling tot andere infectieziektes, die verspreid kunnen worden door bijvoorbeeld niezen, worden geslachtsziektes in het algemeen door seksueel contact overgebracht (gewoonlijk geslachtsgemeenschap, orale seks of anale seks). De venereologie is de studie van de geslachtsziekten. De diagnostiek en behandeling van geslachtsziekten hoort traditioneel bij het specialisme van de dermatoloog en wordt vaak officieel met dermato-venereologie aangeduid.
Behalve het woord geslachtsziekte wordt sinds het einde van de 20e eeuw ook het begrip soa (seksueel overdraagbare aandoening) gebruikt voor allerlei aandoeningen die strikt genomen geen geslachtsziekten zijn, omdat zij ook zonder geslachtsverkeer overgebracht kunnen worden, maar die wel vaak tijdens het vrijen worden overgebracht. Seksueel overdraagbare infectie (soi) is strikt genomen een betere naam, aangezien vele infecties in bepaalde stadia asymptomatisch verlopen.
De geslachtsziekten kunnen door heel verschillende organismen veroorzaakt worden: spirocheten, kokken, bacillen of virussen. De ziekteverwekker van een soa kan zich bijvoorbeeld bevinden in het slijm van de vagina, of in het sperma of achter de voorhuid. Wanneer contact wordt gemaakt met een partner kan de ziekteverwekker worden overgedragen. Daarvoor is soms een wondje nodig bij de ontvanger, maar dat is lang niet altijd het geval. Veel geslachtsziekten zijn ook wel op een andere wijze overdraagbaar, bijvoorbeeld door intraveneus drugsgebruik, intiem maar niet seksueel contact, of door bloedtransfusies.
De naam venerische ziekten is genoemd naar de Romeinse godin van de liefde, Venus.
Bekende geslachtsziekten zijn onder andere aids, syfilis, druiper (gonorroe), weke sjanker (ulcus molle) en de ziekte van Nicolas en Favre (lymphogranuloma venereum).

## Preventie
Wederzijdse trouw tussen partners die niet besmet zijn met een SOA is een manier om de overdracht en de verspreiding van seksueel overdraagbare aandoeningen te vermijden. Methoden om de kans op overdracht van soa's sterk te verminderen is het gebruiken van een condoom bij elk contact waarin de penis een rol speelt en bij beffen een liklapje te gebruiken (persoonlijke profylaxe). Deze methoden geven echter geen garantie dat een soa niet zal worden overgedragen. De enige echt veilige manier is om niet te vrijen met een drager van een soa en dus geen seksueel contact aan te gaan als men drager van een soa is.

## Besmetting
Zoals de naam seksueel overdraagbare aandoening al zegt, kan de ziekte tussen partners worden overgedragen door seksueel contact. Het is dus mogelijk een soa te krijgen door seksueel contact met iemand die de ziekte al heeft. Heeft men eenmaal een soa, dan is de kans op het verkrijgen van andere soa vergroot omdat de soa de weerstand van de geslachtsorganen heeft aangetast. Soms zijn andere overdrachtmethoden ook mogelijk (b.v. bloedtransfusies, zie hieronder).
Een aantal venerische ziekten zijn ook overdraagbaar via bloed:
- als gevolg van een onhygiënische tatoeage of piercing;
- als bij drugsgebruik naalden, spuiten of andere attributen van een ander worden gebruikt;
- tijdens de zwangerschap: hiv, hepatitis B en syfilis kunnen overgedragen worden van moeder op kind;
- tijdens de geboorte: hiv, hepatitis B, syfilis, chlamydia, herpes genitalis en gonorroe kunnen overgedragen worden op de baby.

Bij slechte lichamelijke hygiëne en primitieve woonomstandigheden kan de besmetting betrekkelijk gemakkelijk zonder seksueel contact plaatsvinden. Zo kent men bij sommige volken een endemische vorm van syfilis, waarbij het karakter van geslachtsziekte grotendeels verloren is gegaan. Gonorroe kan op jonge meisjes worden overgebracht door het gemeenschappelijk gebruik van handdoeken en sponzen. Sommige geslachtsziekten kunnen overgedragen worden door bijvoorbeeld een vuile onderbroek te dragen van iemand die schaamluizen heeft, of in hetzelfde bed slapen als die persoon. Een soabesmetting kan niet ontstaan door uit het kopje van een ander te drinken, ook niet via een hoestbui, insectenbeten, een vieze wc-bril of in het zwembad.
Bij artsen en verpleegkundigen is syfilis als beroepsziekte bekend.

## Epidemiologie
Tijdens de Tweede Wereldoorlog (1939-1945) is de frequentie van de geslachtsziekten in België en Nederland sterk toegenomen, door het verbreken van het gezinsverband en de algemene demoralisatie . Na de oorlog ontstond een sterke daling van het aantal geslachtsziekten. Door het opkomen van een libertijnse seksuele moraal steeg de prevalentie daarna weer op het einde van de 20e eeuw. Vooral onder homoseksuele mannen steeg de frequentie van geslachtsziekten.
Bij bevolkingsstudies heeft men kunnen waarnemen dat sommige individuen verantwoordelijk zijn voor een onevenredig grote verspreiding van soa's. Dergelijke mensen worden superspreaders uit de core group genoemd. Om de verspreiding in te dijken, komt het erop aan vooral deze personen te identificeren (case finding), te behandelen en tot een gedragswijziging aan te zetten (case holding).
De prevalentie van gonorroe wordt vaak beschouwd als een graadmeter voor de promiscuïteit (vrije seks) in een maatschappij.

### Incidentie
In 2003 ontstonden in Nederland meer dan 100.000 soa-besmettingen. Mensen met wisselende seksuele contacten, en zeker zij die zonder condoom vrijen, lopen het grootste risico op een soa (of meerdere soa's).
In 2018 testte twee derde van de prostitués in België positief op een geslachtsziekte.
Sommige soa's vergemakkelijken het besmet raken met andere soa's, en zulke co-infecties kunnen bovendien complexer te bestrijden of behandelen zijn.

## Klachten en symptomen
Voor veel soa's geldt dat de drager geen duidelijk herkenbare klachten hoeft te hebben. De drager kan de ziekte echter wel overdragen aan de partner. Vooral gonorroe en chlamydia-infectie bij vrouwen kunnen geheel zonder klachten verlopen. 
Sommige soa's kunnen jaren later zeer ernstige en niet te bestrijden gevolgen hebben, terwijl ze in een vroeg stadium goed te behandelen zijn. Een groot probleem bij een soa is dat iemand die van zichzelf vermoedt een soa te hebben zich er vaak voor schaamt en geen arts bezoekt, omdat de ziekte meestal door buitenechtelijk geslachtsverkeer werd opgelopen.
Klachten die mogelijk op een soa wijzen, zijn:
- huiduitslag (onder andere bij syfilis, herpes genitalis en candidasis);
- afscheiding of pus uit penis, vagina of anus. Bij vrouwen is de afscheiding vaak meer dan normaal. De afscheiding kan waterig, melkachtig, gelig of groenig van kleur zijn en anders ruiken;
- branderig gevoel, geïrriteerdheid, pijn bij of na het plassen of kleine beetjes moeten plassen;
- zweertjes, wratjes, blaasjes op de penis, vagina, anus of mond (onder andere bij syfilis);
- jeuk in het schaamhaar, aan de eikel, schaamlippen of anus;
- gezwollen klieren in de liezen (onder andere bij lymphogranuloma inguinale, ulcus molle en syfilis);
- pijn in één of beide (bij-)ballen;
- pijn in de onderbuik;
- pijn bij het plassen (onder andere bij mannen bij chlamydiasis en gonorroe);
- pijn bij het vrijen, of onregelmatig of abnormaal bloedverlies, bijvoorbeeld na het vrijen of tussen twee menstruatieperioden in.

Deze klachten kunnen echter ook symptomen zijn van andere ziekten.

## Soorten geslachtsziekten

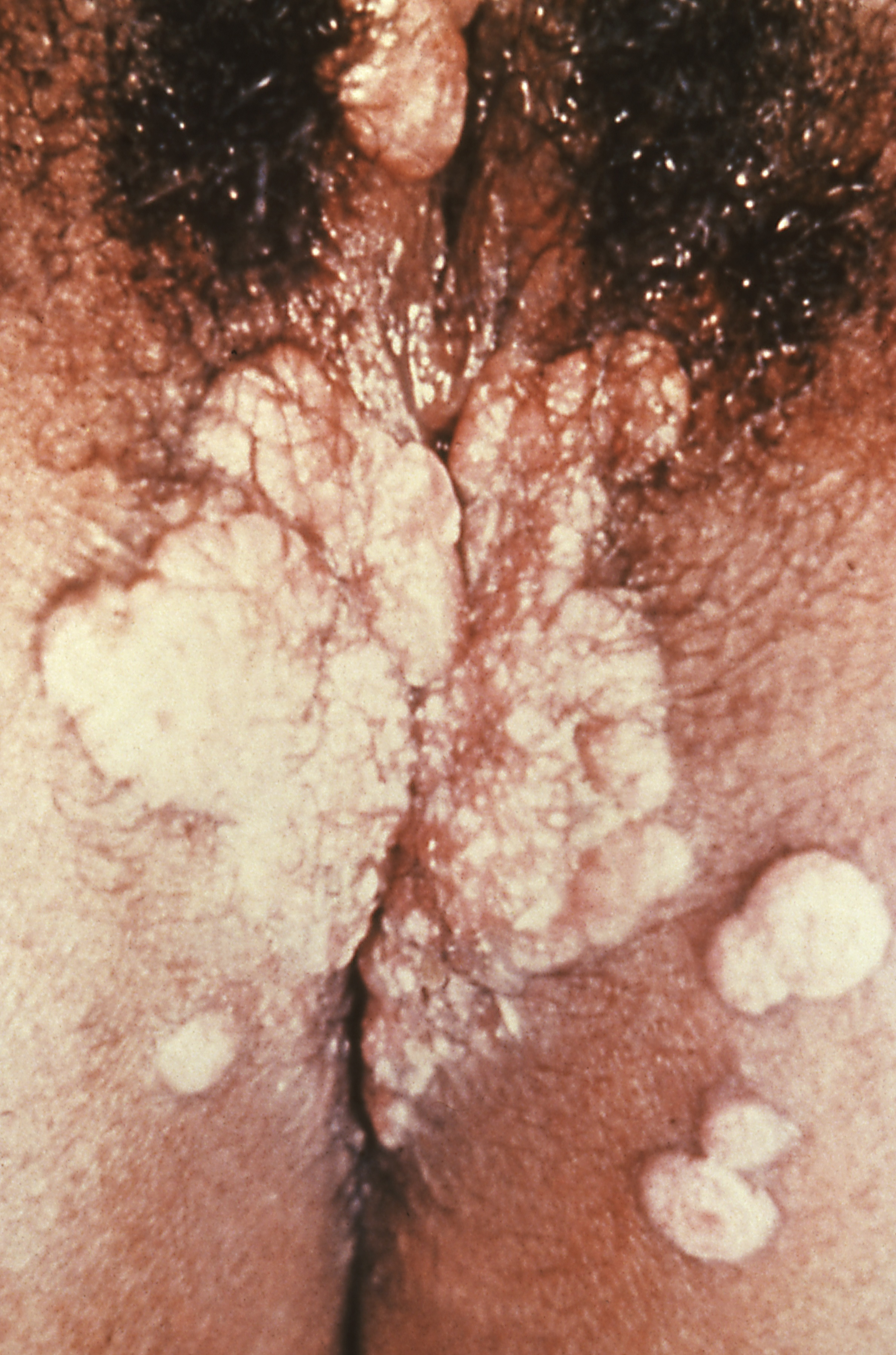
Syfilis

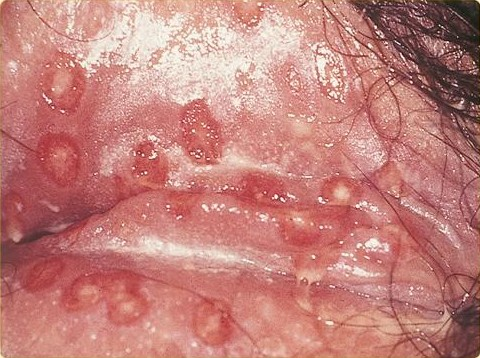
Herpes

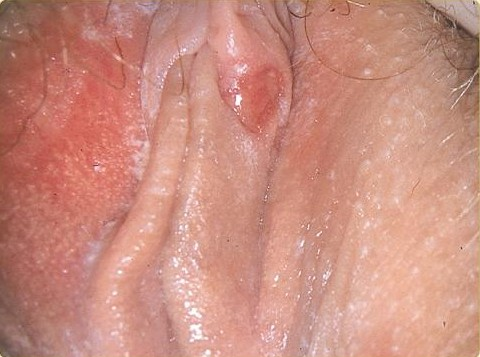
Urethritis

De geslachtsziekten worden door verschillende ziekteverwekkers veroorzaakt en de symptomen verschillen onderling sterk. Ulcus molle en lymphogranuloma venereum komen voornamelijk in tropische en subtropische streken voor. Historisch gezien waren gonorroe en syfilis het meest frequent in België en Nederland. Anno 2013 zijn chlamydia, genitale wratten, herpes genitalis, gonorroe, syfilis, hepatitis B en aids de meest voorkomende geslachtsziekten in Nederland.
- Aids: een virale soa. Kan jaren in het lichaam leven zonder symptomen, maar tast daarna het immuunsysteem ernstig aan. Aids kan door levenslang dagelijks slikken van dure medicijnen worden afgeremd tot de 'ondetecteerbare' (stabiele, onderdrukte) toestand van het hiv. De vroegere zware bijwerkingen van de eerste generatie medicijnen maakten het leven moeilijk, maar de nieuwere medicatie is fel verbeterd. Genezing van hiv is (nog) niet mogelijk. Wie tijdig een hiv-besmetting goed laat behandelen, raakt niet in het gevaarlijke aids-stadium. Indien onbehandeld, resulteert aids echter uiteindelijk in de dood.
- Cervicale intra-epitheliale neoplasie (CIN) of cervicale dysplasie is een premaligne afwijking van de cellen van de baarmoederhals, die wordt veroorzaakt door het humaan papillomavirus (HPV).
- Chlamydiasis (of chlamydia): een bacteriële soa die bij een enkele geslachtsgemeenschap al in bijna driekwart van de gevallen overgedragen wordt tussen partners. Bij driekwart van de besmette vrouwen blijft deze ziekte symptoomloos en fungeren dus als drager. Mannen kunnen klachten krijgen, die lijken op die van gonorroe. Als de ziekte niet wordt behandeld kan chlamydia bij vrouwen leiden tot een chronische ontsteking van de inwendige geslachtsorganen en kan daarmee ook vaak tot onvruchtbaarheid leiden. Chlamydia is eenvoudig te behandelen. Chlamydia is thans de meest voorkomende soa in Nederland.
- Donovanosis (of granuloma inguinale), een bacteriële geslachtsziekte die in westerse gebieden eerder zeldzaam voorkomt. Donovanosis kenmerkt zich door zweertjes op de geslachtsdelen en wordt veroorzaakt door Klebsiella granulomatis.
- Genitale herpes: Pijnlijke gele blaasjes op of rond de geslachtsdelen. Deze blaasjes worden na een tijd wondjes, en deze drogen langzaam in. Het virus kan van huid op huid worden overgedragen, en kan leiden tot een koortslip door orale seks. Een normale koortslip is een uiting van een ander, maar verwant virus.
- Genitale wratten: Ziekte van de huid rond de geslachtsorganen welke wordt veroorzaakt door het HPV-virus (Humaan papillomavirus). Dit virus veroorzaakt bij vrouwen ook afwijkingen aan de baarmoederhals of vulva-afwijkingen. Door sommige varianten van dit virus wordt soms op den duur baarmoederhalskanker en vulvakanker veroorzaakt. Het HPV heeft vele typen, slechts enkele veroorzaken genitale wratten.
- Gonorroe: een bacteriële soa die bij mannen tot een pusachtige afscheiding uit de penis leidt, en daarom ook wel druiper wordt genoemd. De ziekte kan ook op de mond worden overgedragen bij orale seks. Bij zowel mannen als vrouwen kan gonorroe indien onbehandeld leiden tot onvruchtbaarheid.
- Hepatitis B & Hepatitis C: Deze ziekte kan men oplopen door geslachtscontact of bloed-bloedcontact (naalden). Als de ziekte niet behandeld wordt, kan men een leverontsteking (hepatitis), leverfibrose (levercirrose) en uiteindelijk leverkanker (levercelcarcinoom) krijgen. Deze ziekte kan voorkomen worden door wederzijdse trouw, condoomgebruik, vaccinatie en schone naalden.
- Syfilis: een bacteriële soa. Als eerste symptoom ontstaat na enkele weken een zweertje bij de geslachtsdelen. Na een tijdje gaat deze vanzelf weer weg, maar dat is niet het einde van de ziekte. Als hij niet op tijd wordt behandeld kan hij na jaren terugkomen, en de hersenen aantasten. Dit kan leiden tot ernstige dementie of de dood.
- Trichomoniasis of Trichomonas, besmetting met de eencellige eukaryote parasiet Trichomonas vaginalis.
- Ulcus molle is een seksueel overdraagbare aandoening die vooral in tropische landen voorkomt. Het veroorzaakt een pijnlijke zweer op de penis of op de vagina. Andere benamingen voor deze soa zijn 'weke sjanker' en 'venerische zweer'. Deze soa is met antibiotica te genezen.
- Urineweginfectie, tijdens geslachtsgemeenschap kunnen ook de bacteriën die een blaasontsteking veroorzaken worden overgedragen
- Mycoplasma genitalium

De navolgende aandoeningen kunnen wel seksueel worden overgedragen, maar worden dit vaak niet:
- Bacteriële vaginose (meer een verstoord microbieel evenwicht dan een besmettelijke aandoening). Gaat in principe vanzelf over.
- Candida-infectie: (de schimmel Candida albicans is een normale commensaal)
- Schaamluis: (geen echte soa, kan ook bij intiem huidcontact worden overgedragen). Dit is een vervelende, maar ongevaarlijke aandoening. Schaamluis (ofwel platjes) kan worden opgelopen bij seksueel contact. Ook door gezamenlijk gebruik van kleding, van slaapzakken of door alleen maar dicht tegen elkaar aan te liggen kan schaamluis worden overgedragen.
- Schurft (geen echte soa, kan ook bij intiem huidcontact worden overgedragen).

Pearly penile papules (PPP, parelketting of P3) is geen ziekte en is niet seksueel overdraagbaar. PPP is een normale variant van de mannelijke anatomie.
Omdat PPP vaak abusievelijk door patiënten voor genitale wratten worden aangezien, is een vermelding op deze pagina op zijn plaats.

## Diagnostiek
Seksueel overdraagbare aandoeningen worden in de regel met laboratoriumdiagnostiek aangetoond. Bij een diagnostische test wordt er gezocht naar bacteriën, virussen of bijvoorbeeld antistoffen. Wanneer de bacterie, virus of antistof wordt aangetoond test de patiënt positief. Laboratoria maken gebruik van de Polymerasekettingreactie-techniek om soa op te sporen.

## Testen en zelftesten
Door de PCR-techniek is steeds minder lichaamsmateriaal nodig om te testen. Voorheen moest een kweek worden gemaakt, tegenwoordig kan met veel minder materiaal sneller een uitslag worden bepaald. Hierdoor kan een soa naast door de huisarts en de GGD steeds vaker met een zelftest worden gediagnosticeerd. Hierbij staat een afnamekit centraal, waarmee de patiënt zelf lichaamsmateriaal afneemt en dit opstuurt naar een lab.

## Behandeling
De behandeling van seksueel overdraagbare ziektes gebeurt onder andere met antibiotica. Zo kan gonorroe met antibiotica worden behandeld. Effectieve behandeling wordt echter minder evident, want er duiken bacteriestammen op die resistent zijn tegen de gebruikte medicijnen. Syfilis kan met penicilline behandeld worden, maar dit behoort zo snel mogelijk plaats te vinden om het tweede en derde stadium van de ziekte te voorkomen.
Chlamydiasis kan op een eenvoudige manier worden behandeld en genezen met antibiotica. De meest toegepaste behandelingen bestaan uit één enkele dosis azithromycine of een week doxycycline.